# Miss Minnesota USA

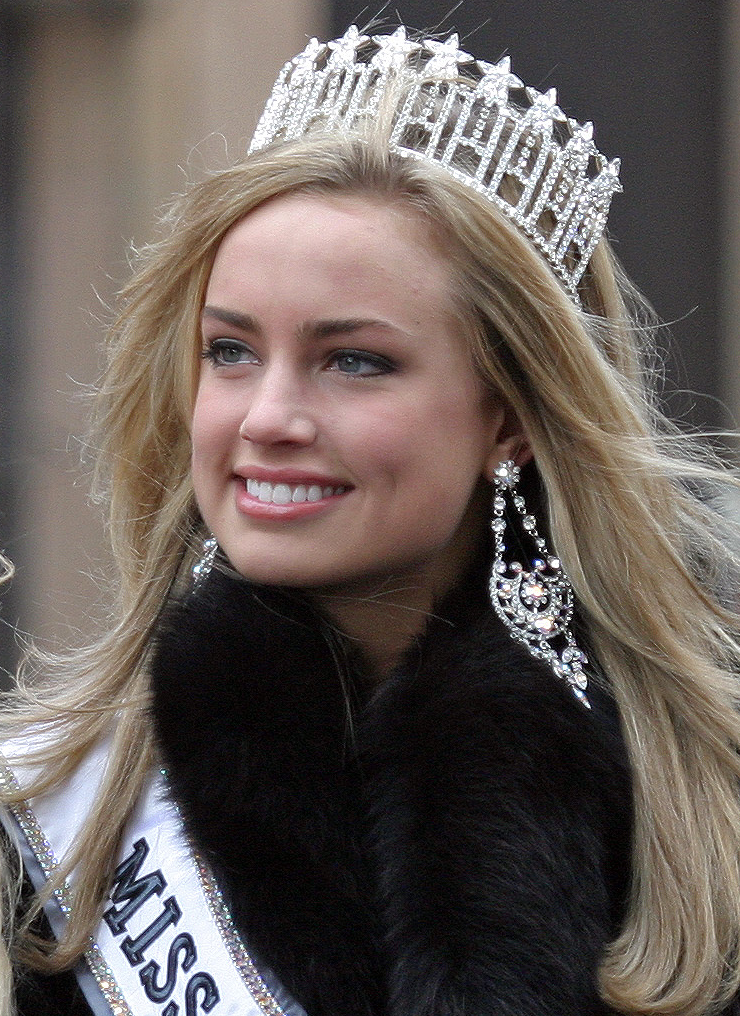
Kaylee Unverzagt, Miss Minnesota USA 2008

A competição de Miss Minnesota USA é o concurso de beleza que escolhe a representante do Estado de Minnesota para o concurso Miss USA.
Apesar de um grande começo nos três primeiros anos de competição no Miss USA, Minnesota tem sido muito mal-sucedido no cômputo geral. Em anos recentes, o Estado recebeu dois prêmios de Miss Fotogenia.
Barbara Peterson foi a primeira Miss Minnesota USA a vencer o título de Miss USA, em 1976, e se tornou a primeira Miss USA a não obter classificação no Miss Universo. Sua irmã, Polly Peterson, foi eleita Miss Minnesota USA 1981.

## Sumário de resultados

### Classificações
- Vencedora(s): Barbara Peterson (1976)
- 3ª(s) colocada(s): Deborah Cossette (1977), Meridith Gould (2017)
- 4ª(s) colocada(s): Lanore Van Buren (2002)
- 5ª(s) colocada(s): Kari Lee Johnson (1985)
- Top 6: Angelique de Maison (1995)
- Top 10: Carla Peterson (1980)
- Top 11/12: Jolene Stravrakis (1994)
- Top 15: Jodell Stirmlinger (1952), Mary Ann Papke (1953), Dawn Joyce (1954), Kaylee Unverzagt (2008), Erica Nego (2009), Cat Stanley (2019)
- Top 20: Haley O'Brien (2014)

### Premiações
- Miss Simpatia: Elizabeth Jane Carroll (1965), Janet Tveita (1990), Dottie Cannon (2006)
- Miss Fotogenia: Paige Swenson (2000), Sarah Cahill (2003)

## Vencedoras
| Ano     | Nome                   | Cidade                               | Idade1 | Classificação no Miss USA | Premiações Especiais no Miss USA                     | Notas |  |
| ------- | ---------------------- | ------------------------------------ | ------ | ------------------------- | ---------------------------------------------------- | --- |  |
| 2020    | Taylor Fondie          | Ham Lake                             | 22     |                           |                                                      | |  |
| 2019    | Cat Stanley            | Bloomington                          | 23     | Top 15                    |                                                      | Anteriormente Miss Minnesota USA 2014 |  |
| 2018    | Kalie Wright           | Eagle Bend                           | 24     |                           |                                                      | Anteriormente Miss Idaho 2015 e vencedora do Miss National Sweetheart 2014.                                                                                 |  |
| 2017    | Meridith Gould         | Minneapolis                          | 22     | 3ª colocada               |                                                      | Anteriormente Miss Dakota do Sul 2014 |  |
| 2016    | Bridget Jacobs         | Minneapolis                          | 23     |                           |                                                      | |  |
| 2015    | Jessica Scheu          | Minneapolis                          | 23     |                           |                                                      | |  |
| 2014    | Haley O'Brien          | Excelsior                            | 21     | Top 20                    |                                                      | Anteriormente Miss Minnesota Teen USA 2010 e Miss Collegiate America 2012                                                                                   |  |
| 2013    | Danielle Hooper        | Inver Groove Heights                 | 20     |                           |                                                      | |  |
| 2012    | Nitaya Panemalaythong  | Minneapolis                          | 26     |                           |                                                      | |  |
| 2011    | Brittany Thelemann     | Plymouth                             | 23     |                           |                                                      | Eleita Miss Simpatia no Miss Minnesota USA 2011 |  |
| 2010    | Courtney Basara        | Duluth                               | 20     |                           |                                                      | |  |
| 2009    | Erica Nego             | Plymouth                             | 24     | Top 15                    |                                                      | |  |
| 2008    | Kaylee Unverzagt       | Eagan                                | 20     | Top 15                    |                                                      | |  |
| 2007    | Alla Ilushka           | Eden Prairie                         | 22     |                           |                                                      | Anteriormente Miss Minnesota Teen USA 2002, top 10 no Miss Teen USA 2002                                                                                    |  |
| 2006    | Dottie Cannon          | Eagan                                | 22     |                           | Miss Simpatia                                        | |  |
| 2005    | Carrie Lee             | Sebeka                               | 25     |                           |                                                      | |  |
| 2004    | Jessica Dereschuk      | Stacy                                | 20     |                           |                                                      | |  |
| 2003    | Sarah Cahill           | Waseca                               | 24     |                           | Miss Fotogenia                                       | Anteriormente Miss Minnesota Teen USA 1996 |  |
| 2002    | Lanore Van Buren       | Edina                                | 26     | 4ª colocada               | Prêmio Bluepoint Apparel de Traje de Banho e Fitness | |  |
| 2001    | Anne Marie Clausen     | Golden Valley                        |        |                           |                                                      | |  |
| 2000    | Paige Swenson          | Fridley                              |        |                           | Miss Fotogenia                                       | Anteriormente Miss Minnesota Teen USA 1994, ficou em 13º no nacional                                                                                        |  |
| 1999    | Crystal Vandenberg     | Brooklyn Center                      | 19     |                           |                                                      | |  |
| 1998    | Josan Hengen           | Eden Prairie/Circle Pines, Minnesota | 19     |                           |                                                      | |  |
| 1997    | Melissa Hall           | Minneapolis                          |        |                           |                                                      | Mais tarde Mrs. Minnesota America 2004 e semi-finalista (top 10) no Mrs. America 2004 sob o seu nome de casada, Melissa Young.                              |  |
| 1996    | Karin Smith            | Brooklyn Park                        | 25     |                           |                                                      | Competidora do "The Bachelor" |  |
| 1995    | Angelique de Maison    | St. Louis Park                       |        | Finalista                 |                                                      | |  |
| 1994    | Jolene Stravrakis      | Burnsville                           |        | Semifinalista             |                                                      | Cinco anos após seu breve título em 1988, Stravraki venceu o título de novo em seu último ano de elegibilidade após a expiração de sua acusação criminal.   |  |
| 1993    | Kristi Bennecke        | Anoka                                |        |                           |                                                      | |  |
| 1992    | Amber Rue              | Minneapolis                          |        |                           |                                                      | Completou seu reinado apesar da publicidade dada ao escândalo de "namorados públicos envolvendo acuasções de coercão sexual, extorsão, fraude e difamação". |  |
| 1991    | April Herke            | Eden Prairie                         |        |                           |                                                      | 5ª colocada no Miss Oktoberfest 1990 |  |
| 1990    | Janet Tveita           | Minneapolis                          |        |                           | Miss Simpatia                                        | |  |
| 1989    | Julie Knutson          | Crystal                              |        |                           |                                                      | |  |
| 1988    | Julie Nelson           | Bloomington                          |        |                           |                                                      | Segunda substituta de Bolich, substituiu Stavrakis. Ela foi coroada a menos de um mês de competir no concurso Miss USA.                                     |  |
| 1988    | Jolene Stavrakis       | Apple Valley                         |        |                           |                                                      | Primeira substituta e substituta de Bolich no título. Renunciou dias após ela ter sido descoberta confessando culpa pelo roubo de 1986.                     |  |
| 1988    | Sue Bolich             | Mound                                |        |                           |                                                      | Reinou de novembro de 1987 a fevereiro de 1988, renunciou depois de sua prisão por roubo a um shopping.                                                     |  |
| 1987    | Christine Rosenberger  | South St. Paul                       |        |                           |                                                      | |  |
| 1986    | Cynthia Peterson       | Edina                                |        |                           |                                                      | |  |
| 1985    | Kari Lee Johnson       | Minneapolis                          |        | 5ª colocada               |                                                      | |  |
| 1984    | Martha Mork            | Edina                                |        |                           |                                                      | |  |
| 1983    | Carolyn Mattson        | New Hope                             |        |                           |                                                      | |  |
| 1982    | Lori Kmetz             | New Brighton                         |        |                           |                                                      | |  |
| 1981    | Polly Peterson         | Edina                                |        |                           |                                                      | |  |
| 1980    | Carla Peterson         | Albert Lea                           |        | Semi-finalista            |                                                      | |  |
| 1979    | Cynthia Sue Lee        | St. Paul                             |        |                           |                                                      | |  |
| 1978    | Janey Gohl             | St. Cloud                            |        |                           |                                                      | |  |
| 1977    | Deborah Cossette       | Minneapolis                          |        | 3ª colocada               |                                                      | |  |
| 1976    | Barbara Peterson       | Edina                                |        | Vencedora                 |                                                      | Não se classificou entre as semifinalistas do Miss Universo 1976                                                                                            |  |
| 1975    | Dawn Lamotte           | St. Paul                             |        |                           |                                                      | |  |
| 1974    | Gayle Johnson          | Minneapolis                          |        |                           |                                                      | |  |
| 1973    | Cyndi James            | Minneapolis                          |        |                           |                                                      | |  |
| 1972    | Darlene Koskiniemi     | Roseville                            |        |                           |                                                      | |  |
| 1971    | Shirley Kittleson      | Minneapolis                          |        |                           |                                                      | |  |
| 1970    | Sally Strickland       | St. Paul                             |        |                           |                                                      | |  |
| 1969    | Laureen Darling        | Minneapolis                          |        |                           |                                                      | |  |
| 1968    | Arlene Larson          | Minneapolis                          |        |                           |                                                      | |  |
| 1967    | Betty Ann Brewer       | Richfield                            |        |                           |                                                      | |  |
| 1966    | Patricia Thatcher      |                                      |        |                           |                                                      | |  |
| 1965    | Elizabeth Jane Carroll | Bloomington                          |        |                           | Miss Simpatia                                        | |  |
| 1960-64 | Sem candidata          |                                      |        |                           |                                                      | |  |
| 1959    | Muriel Fairbanks       | Minneapolis                          |        |                           |                                                      | |  |
| 1958    | Sue Bouchard           | Minneapolis                          |        |                           |                                                      | |  |
| 1957    | Mary Margaret Ford     | Minneapolis                          |        |                           |                                                      | |  |
| 1956    | Marilyn Johnson        | Minneapolis                          |        |                           |                                                      | |  |
| 1955    | Sally Ann Colombo      | Stillwater                           |        |                           |                                                      | |  |
| 1954    | Dawn Joyce             | Minneapolis                          |        | Semi-finalista            |                                                      | |  |
| 1953    | Mary Ann Papke         | Minneapolis                          |        | Semi-finalista            |                                                      | |  |
| 1952    | Jodell Stirmlinger     | St. Paul                             |        | Semi-finalista            |                                                      | |  |

1 Idade à época do concurso Miss USA